# Tory Island Coast SAC
Tory Island Coast SAC este o arie protejată (arie specială de conservare — SAC, sit de importanță comunitară — SCI) din Irlanda întinsă pe o suprafață de 3.047,18 ha, integral pe uscat.

## Localizare
Centrul sitului Tory Island Coast SAC este situat la coordonatele 55°15′45″N 8°13′46″W / 55.262478°N 8.229521°V.

## Înființare
Situl Tory Island Coast SAC a fost declarat sit de importanță comunitară în ianuarie 2002 pentru a proteja 14 specii de animale. Situl a fost protejat și ca arie specială de conservare în decembrie 2017.

## Biodiversitate
Situată în ecoregiunea atlantică, aria protejată conține 5 habitate naturale: Lagune de coastă, Recifuri, Vegetație perenă pe țărmurile stâncoase, Faleze cu vegetație de pe coastele atlantice și baltice, Peșteri marine scufundate complet sau parțial.
La baza desemnării sitului se află mai multe specii protejate de  păsări (14): alca (Alca torda), prundaș gulerat mare (Charadrius hiaticula), șoim călător (Falco peregrinus), papagal de mare (Fratercula arctica), Fulmarus glacialis, becațină comună (Gallinago gallinago), scoicar (Haematopus ostralegus), Hydrobates pelagicus, Pyrrhocorax pyrrhocorax, Rissa tridactyla, chiră mică (Sterna albifrons), fluierarul cu picioare roșii (Tringa totanus), Uria aalge, nagâț (Vanellus vanellus).
Pe lângă speciile protejate, pe teritoriul sitului au mai fost identificate 3 specii de plante, 5 specii de păsări, 11 specii de nevertebrate.